# Irina Turova
Irina Robertovna Turova (poročena Bočkarjova in Mordovceva; rusko Ирина Робертовна Турова-Бочкарёва), ruska atletinja, * 14. maj 1935, Leningrad, Sovjetska zveza, † 8. februar 2012, Moskva.
Nastopila je na olimpijskih igrah v letih 1952 in 1956, obakrat je dosegla četrto mesto v štafeti 4×100 m. Na evropskem prvenstvu leta 1954 je osvojila naslova prvakinje v teku na 100 m in štafeti 4×100 m ter srebrno medaljo v teku na 200 m.